# Brohler (Mineralwasser)

Logo des Mineralbrunnens

Brohler Mineralwasser ist ein in Brohl-Lützing von der Brohler Mineral- und Heilbrunnen GmbH produziertes Mineralwasser. Es ist bekannt durch den klassischen Werbespruch „Trink Brohler, fühl dich wohler.“

## Geschichte
Bereits 1583 wurde die Sauerquelle zu Brohl „vom Doktor der Arzney“ Jakobus Theodorus urkundlich erwähnt. Aber erst mit der Gründung des Brohler Mineral- und Heilbrunnens im Jahre 1909 begann die überregionale Vermarktung des Wassers.